# Костомаров Роман Сергійович
Роман Сергійович Костомаров (нар. 8 лютого 1977, Москва ) — російський фігурист, що виступав в танцях на льоду з Тетяною Навкою. У парі з нею — олімпійський чемпіон 2006 року, дворазовий чемпіон світу, триразовий чемпіон Європи, триразовий переможець фіналів Гран-прі, чемпіон світу серед юніорів 1996 року, і триразовий чемпіон Росії. Заслужений майстер спорту Росії. Путінст, публічно підтримав напад Росії на Україну.
У різний час партнерками Костомарова також були Катерина Давидова і Анна Семенович.

## Кар'єра
Почав займатися фігурним катанням у віці 9 років у Льодовому палаці АЗЛК під керівництвом Лідії Караваєвої. З її дочкою — Катериною Давидовою, Роман дебютував на світовому юніорському чемпіонаті і виступав близько 10 років, вигравав чемпіонат світу серед юніорів (1996 рік), ставав бронзовим призером чемпіонату Росії (1997). На зимовій Універсіаді вони були фаворитами, але не змогли завершити змагання.
У 1998 році перейшов в групу Наталії Лінічук, яка запропонувала йому стати в пару з Тетяною Навкою. Жив і тренувався новий дует у Делавері (США).
Через рік Наталія Лінічук порахувала дует безперспективним і запропонувала Роману нову партнерку — Анну Семенович. З нею вони стали срібними призерами чемпіонату Росії 2000 року, але на чемпіонаті Європи виявилися тільки на 10-му місці, а на світовій першості на 13-му. Після цього, Костомаров вирішив відновити співпрацю з Тетяною Навкою. Їх тренером став чоловік Тетяни Олександр Жулін.

### Перемога на Олімпійських іграх в Турині, 2006
До Олімпіади 2006 року в Турині Навка і Костомаров підійшли безперечними фаворитами: з 2004 року вони не програвали жодного старту, всюди брали «золото». Основний упор фігуристи робили на довільну програму з танцем «Кармен», поставленим хореографом Тетяною Дручининою, чемпіонкою світу 1987 року з художньої гімнастики. Як зізнавалася Навка, при підготовці іспанського танцю її «надихав образ геніальної балерини Майї Плісецької». Напередодні Олімпіади програма була чудово прийнята французькою публікою на чемпіонаті Європи в Ліоні. Олімпійський старт не був простим: після обов'язкового танцю лідирували господарі Олімпіади, чемпіони світу 2001 року Барбара Фузар-Полі та Мауріціо Маргальо. В оригінальному танці італієць допустив грубу помилку, впавши при виконанні простого елемента, і росіяни вирвалися вперед, з відривом менш ніж у півтора бала від американців Таніт Белбін/Бенджамін Агосто. У вирішальному, довільному танці американські фігуристи двічі помилилися, в той час, як Навка і Костомаров, за оцінкою Олени Вайцеховської, показали «видатний прокат». Суддівська оцінка була більш поміркованою — 101,37 бала, що нижче рекорду пари 113,17, однак для олімпійського золота її цілком вистачило.  Вельми емоційний номер на романс Марка Мінкова і Вероніки Тушновой «Не відрікаються люблячи» з ефектним незабутнім фіналом чемпіони показали в завершальному гала-концерті, що згодом не раз демонстрували його в різноманітних виставах.
Після перемоги на Олімпійських іграх в Турині у 2006 році Тетяна Навка і Роман Костомаров прийняли рішення завершити спортивну кар'єру. Відразу ж було вирішено, що пара збережеться і буде продовжувати виступати в професійних шоу.

## Після спорту
Після завершення спортивної кар'єри Роман повернувся із США в Росію. З 2006 року він є постійним учасником проєктів Першого каналу, що продюсуються Іллею Авербухом. Крім цього, Р. Костомаров спробував себе в ролі актора. У 2008 році він дебютував в телесеріалі «Жаркий лід», а у 2010 році на екрани вийшли відразу 2 фільму з його участю — кримінальна драма «Близький ворог» і комедія «На зраді».

### Телешоу
- 2006 рік — «Зірки на льоду» — в парі з актрисою Катериною Гусєвою дійшов до півфіналу;
- 2007 рік — «Льодовиковий період» — в парі з акторкою Чулпан Хаматової здобув перемогу;
- 2008 рік — «Льодовиковий період-2» — у парі з актрисою Оленою Бабенко вийшов у фінал;
- 2009 рік — «Льодовиковий період-3» — в парі зі співачкою Юлією Ковальчук виборов перше місце;
- 2010 рік — «Лід і полум'я» — в парі зі співачкою Саті Казановою посів третє місце;
- 2011 рік — «Болеро» — в парі з балериною Наталією Осиповою зайняв друге місце;
- 2012 рік — «Льодовиковий період. Кубок професіоналів»;
- 2013 рік — «Льодовиковий період-4» — в парі з актрисою Марією Мовної вийшов у фінал;
- 2014 рік — «Льодовиковий період-5» — в парі з актрисою Олександрою Урсуляк;
- 2016 рік — «Льодовиковий період-6» — в парі з актрисою Анжелікою Каширіної;
- 2018 рік — член журі і тренер команди телевізійного проєкту «Льодовиковий період. Діти» на Першому каналі;
- 2020 рік — «Льодовиковий період-7» — в парі з телеведучою Регіною Тодоренко.

### Льодові вистави
- 2010 рік — «Вогні великого міста» — Максиміліан.

### Фільмографія
- «Жаркий лід» (2008 рік) — Віктор Молодцов.
- «Близький ворог» (2010 рік) — Коля.
- «На зраді» (2010 рік) — детектив Краснов «Труп».

## Нагороди та звання
- Орден Дружби за великий внесок у розвиток фізичної культури та спорту, високі спортивні досягнення (2007)[7]

## Особисте життя
У червні 2004 року Роман Костомаров одружився з російською фігуристкою Юлією Лаутовою, яка виступала за Австрію. У 2007 році вони розлучилися. До 2013 року перебував у фактичному шлюбі з Оксаною Домніною. 2 січня 2011 року Роман і Оксана стали батьками, у них народилася донька Анастасія. У грудні 2013 року в інтерв'ю для друку Домніна повідомила про завершення цих відносин, мотивуючи тим, що Роман так і не зробив їй пропозицію. Але з лютого 2014 батьки Анастасії знову стали жити разом, а 25 квітня 2014 року фігуристи з ініціативи Костомарова одружилися після семи років фактичного шлюбу. У січні 2016 року у подружжя народився син Ілля..

### Стан здоров'я
10 січня 2023 року Костомарова госпіталізували з пневмонією в реанімацію лікарні в Комунарці у вкрай важкому стані. Понад п'ять днів Роман був підключений до апарату ШВЛ і введений у медикаментозну кому. З 19 січня в стані пацієнта почалася позитивна динаміка в частині пульмонології.
3 лютого з'явилася новина, що тривале під'єднання до апарату ЕКМО призвело до порушення кровообігу, що спричинило проблеми з дрібними судинами пальців рук і ніг. Почалося поступове відмирання тканин кінцівок, було ухвалено рішення про ампутацію пальців ніг, оскільки гангрена вже поширювалася тоді по пальцях нижніх кінцівок[16]. 6 лютого було проведено операцію з метою прибрати некроз і зупинити процес відмирання клітин. У підсумку фігуристу ампутували обидві стопи. Пізніше стало відомо про більш серйозні ампутації.
Публікації ЗМІ про здоров'я спортсмена з 10 по 20 лютого не давали змоги однозначно зрозуміти клінічну картину, вказували на поліорганний характер уражень і сходилися в тому, що ситуація залишається важкопрогнозованою. 20 лютого у Костомарова почалися проблеми з головним мозком. Після тривожних повідомлень 21-25 лютого, 26-го числа з'явилися відомості, що пацієнт стабільний і поступово виходить із медикаментозного сну, 4 березня — що почав трохи рухатися, а 17 березня — що приходить до тями та може говорити. При цьому Роман перебуває у складному психологічному стані.
В травні 2024 року був присутнім в залі під час зйомок шоу Comedy Club. У Романа були протези замість обох рук, закріплені вище ліктів, на рівні верхньої частини грудної клітки. Ймовірно, це теж було наслідком перенесеної хвороби з подальшим відмиранням уже верхніх кінцівок.

## Спортивні досягнення
з Т.Навкою
| Змагання/Сезон                            | 1998-1999 | 2000-2001 | 2001-2002 | 2002-2003 | 2003-2004 | 2004-2005 | 2005-2006 |
| Зимові Олімпійські ігри                   |           |           | 10        |           |           |           | 1         |
| Чемпіонати світу                          | 12        | 12        | 8         | 4         | 1         | 1         |           |
| Чемпіонати Європи                         | 11        | 9         | 7         | 3         | 1         | 1         | 1         |
| Чемпіонати Росії                          | 3         | 2         | 2         | 1         | 1         |           | 1         |
| Фінали серії Гран-Прі                     |           |           |           | 2         | 1         | 1         | 1         |
| Етапи серії Гран-Прі:Skate America        |           |           | 4         | 2         |           |           |           |
| Етапи серії Гран-Прі:Skate Canada         |           |           |           |           | 1         |           |           |
| Етапи серії Гран-Прі:Cup of China         |           |           |           |           | 1         |           | 1         |
| Етапи серії Гран-Прі:Trophee Eric Bompard |           |           |           |           |           | 1         |           |
| Етапи серії Гран-Прі:Cup of Russia        | 3         | 4         | 4         | 2         | 1         | 1         | 1         |
| Етапи серії Гран-Прі:NHK Trophy           | 5         | 6         |           |           |           | 2         |           |

з А.Семенович
| Змагання/Сезон    | 1999-2000 |
| Чемпіонати світу  | 13        |
| Чемпіонати Європи | 10        |
| Чемпіонати Росії  | 2         |

з Е.Давидовою
| Змагання/Сезон                 | 1992-1993 | 1994-1995 | 1995-1996 | 1996-1997 | 1997-1998 |
| Чемпіонати Росії               |           |           |           | 3         |           |
| Cup of Russia                  |           |           |           | 5         |           |
| Меморіал Карла Шефера          |           |           |           |           | 2         |
| Finlandia Trophy               |           |           |           |           | 2         |
| Чемпіонати світу серед юніорів | 10        | 7         | 1         |           |           |

## Політичні погляди
На президентських виборах 2012 року підтримав кандидатуру Геннадія Зюганова, знявшись в його передвиборчому ролику разом з Жоресом Алферовим, Сергієм Удальцовим та ін.
У 2022 році підтримав російське вторгнення в Україну.